# SingleTrac
SingleTrac Entertainment Technologies  — американская компания, разработчик видеоигр. В основном занималась разработкой игр в жанре «гонки на выживание» для игровой консоли Sony PlayStation. Руководящая команда и многие разработчики пришли из компании Evans & Sutherland, перенеся свои знания в области разработки трёхмерной графики и программного обеспечения в игровую индустрию.
Наиболее известными играми компании являются серии игр Twisted Metal и Jet Moto. После разработки первых игр этих серий для Sony, SingleTrac была приобретена компанией GT Interactive, которая в дальнейшем сама была приобретена французской компанией Infogrames, впоследствии изменившей своё название на Atari.
Компания была закрыта в 2000 году. В 1999 году группа ушедших из компании сотрудников основала собственную студию Incognito Entertainment.

## Игры
- WarHawk (PlayStation, 1995)
- Twisted Metal (PlayStation, 1995)
- Twisted Metal 2: World Tour (PlayStation, PC, 1996)
- Jet Moto (PlayStation, PC, 1996)
- Jet Moto 2 (PlayStation, 1997)
- Critical Depth (PlayStation, 1997)
- Rogue Trip: Vacation 2012 (PlayStation, 1998)
- Streak: Hoverboard Racing (PlayStation, 1998)
- Outwars (PC, 1998)
- Animorphs: Shattered Reality (PlayStation, 2000)